# Hledání ztraceného manžela

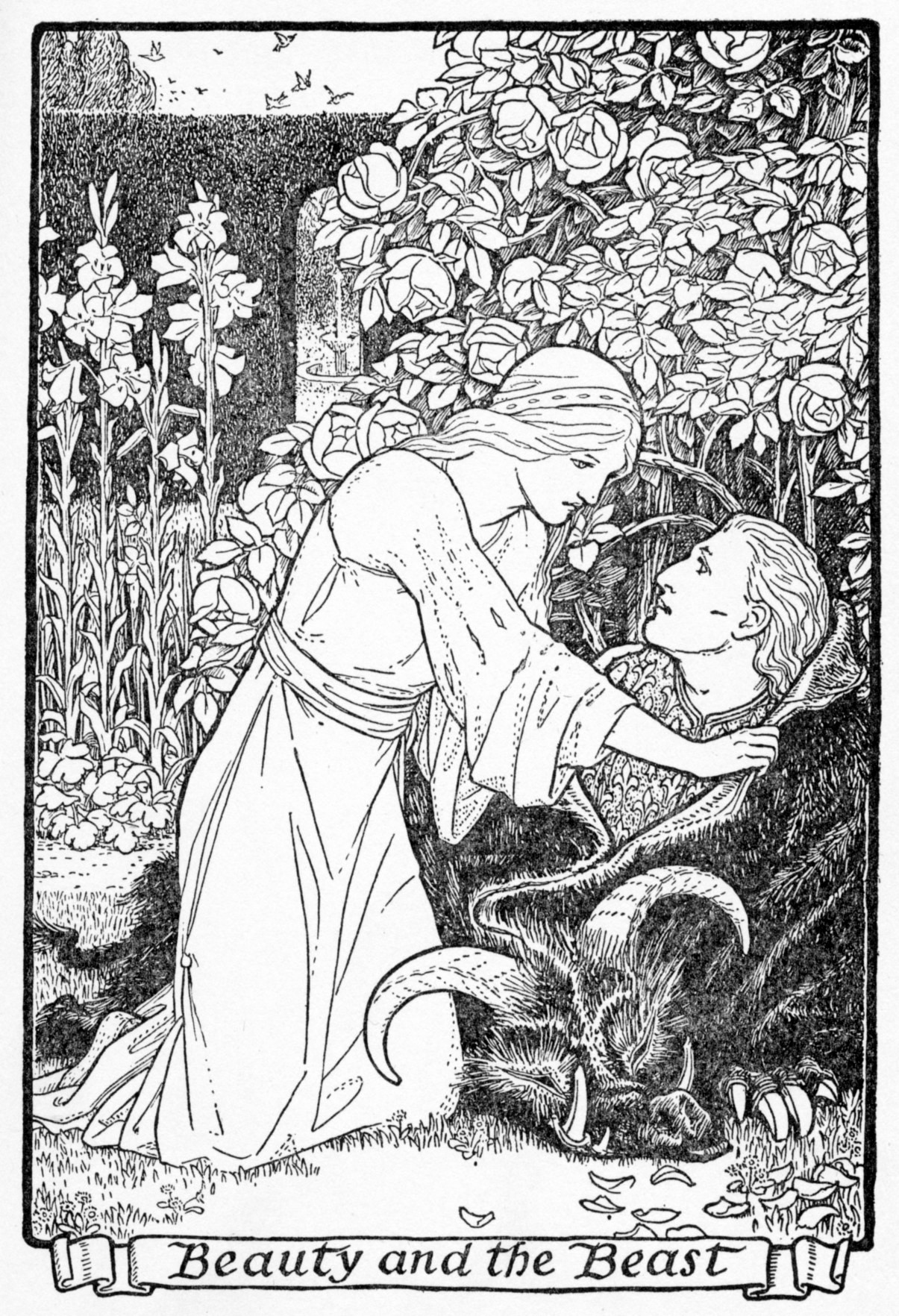
Kráska osvobozuje Zvíře z jeho kletby, ilustrace Johna Battena k Europa's Fairy Book (1916)

Hledání ztraceného manžela je typ pohádky, vyprávějící o dívce, která si bere za manžela zvíře či monstrum, které se ukáže být očarovaným člověkem. Ten je po sérii překážek překonaných dívkou zbaven kletby a příběh šťastně končí. Tento typ příběhu patří k nejrozšířenějším – folklorista Jan Ojvind Swahn sestavil seznam více než jedenácti set pohádek do něj spadajících. Spadá pod něj řada známých pohádek: O bílém hadu; Eglė, královna hadů nebo Na východ od slunce a na západ od měsíce. Dále se k němu řadí také příběhy u nichž známe autory: Kupid a Psyché z Apuleiova románu Zlatý osel (konec 2. století) a Kráska a zvíře spisovatelky Gabrielle-Suzanne de Villeneuve (1740). Je pravděpodobné že tyto autorské příběhy měly vliv i na podobné pohádky chápané jako lidové.
V Aarneho–Thompsononovo-Utherovo katalogu je tento typ označovaný jako ATU 425 The Search for the Lost Husband. Podobají se mu další příběhy o očarovaném muži jako je například Sněženka a Růženka (426), Král lindworm (433B) nebo Žabí princ (440). Všechny tyto pohádky pak patří do širšího typu O nadpřirozeném či očarovaném manželovi, manželce či jiném příbuzném, označovaném čísly 400 až 459.
Feminističtí folkloristé někdy považují označení typu za sexistické. Obdobný typ ATU 400 je označován jako „ muž na výpravě za ztracenou ženou“, a zdálo by se tak na místě že by měl být ATU 425 nazýván „žena na výpravě za ztraceným mužem“. Namísto toho je však žena v popisu příběhu zcela vynechána.

## Klasifikace
Stith Thompson ve svém překladu a rozšíření Verzeichnis der Märchentypen folkloristy Antti Aarneho z roku 1961 shrnuje děj pohádek typu 425 jako příběh který vypráví o muži, který má podobu monstra, a dívce která si ho bere za manžela. Dívce se ho podaří zbavit jeho nestvůrné podoby, ale v důsledku nějaké chyby jej ztrácí a musí se jej vydat hledat. Nakonec se jí jej podaří najít a zachránit. Dělí ho jednotlivé podtypy:
- 425A Monstrum či zvíře jako ženich
  - k tomu typu lze řadit pohádky jako je Kupid a Psyché, Na východ od slunce a na západ od měsíce, Železná kamna, Očarovaný had, Tři růže nebo O bílém hadu
- 425B Odčarovaný manžel: úkoly od čarodějnice
- 425C Kráska a zvíře
- 425D Očarovaný manžel rozpoznán v hostinci či lázních
- 425E Očarovaný manžel zpívá ukolébavku
- 425F Pták ukradne dívce šperk
- 425G Falešná nevěsta se vydává za hrdinku
- 425H Krátká forma příběhu
- 425J Služba v pekle vysvobodí očarovaného manžela
- 425K Hledání v mužském šatu
- 425L Zámek či klíčová dírka v očarovaném manželovi
- 425M Ukořistění oblečení koupající se dívky
  - Eglė, královna hadů
- 425N Ptačí manžel
  - Peříčko Finista, Jasného sokola
- 425P Očarovaná manželka ztracená a nalezená